# As-Surra
As-Surra (arab. الصرة) – wieś w Syrii, w muhafazie Aleppo, w dystrykcie Afrin. W 2004 roku liczyła 276 mieszkańców.